# Walter Percy Chrysler
Walter Percy Chrysler (Warnego, Kansas; 2 de abril de 1875 - Kings Point, Nueva York, 18 de agosto de 1940), fue un pionero estadounidense de la industria del automóvil, fundador en 1925 de la empresa que lleva su nombre.

## Biografía

### Inicios
Sus inicios fueron como mecánico de varias empresas de trenes, y en el año 1910 formó parte de la empresa American Locomotive Company, más tarde se desempeñó como director ejecutivo de la Buick Motor Company ascendiendo posteriormente al cargo de presidente de la misma. Además se desempeñó como vicepresidente de operaciones de General Motors Corp., empresa que compró a la Buick.
En 1916, William C. Durant, que fundó la General Motors en 1908, la recuperó de los banqueros que habían tomado la empresa. Chrysler, que está estrechamente vinculado a los banqueros, presentó su dimisión a Durant, entonces con sede en la ciudad de Nueva York.

### Trayectoria de la Compañía Chrysler
Chrysler recibió una oferta de John Willys para que maneje su compañía Willys-Overland Motor Company en Toledo, Ohio a cambio de un salario anual de un millón de dólares, una cifra elevada en aquel entonces.
A lo largo de los años la compañía Chrysler adquirió otras marcas como Jeep y Eagle producto de la adquisición de la empresa American Motors.
A pesar del retiro de la Maxwell, DeSoto, Imperial, AMC, Eagle y Plymouth, la Chrysler continuó siendo parte de "Detroit Big Three" hasta 1998, cuando la compañía alemana Daimler Benz, dueña y fabricante de la marca Mercedes Benz, decidió fusionar su compañía en una nueva, la DaimlerChrysler

### La finca en Warrenton, Virginia

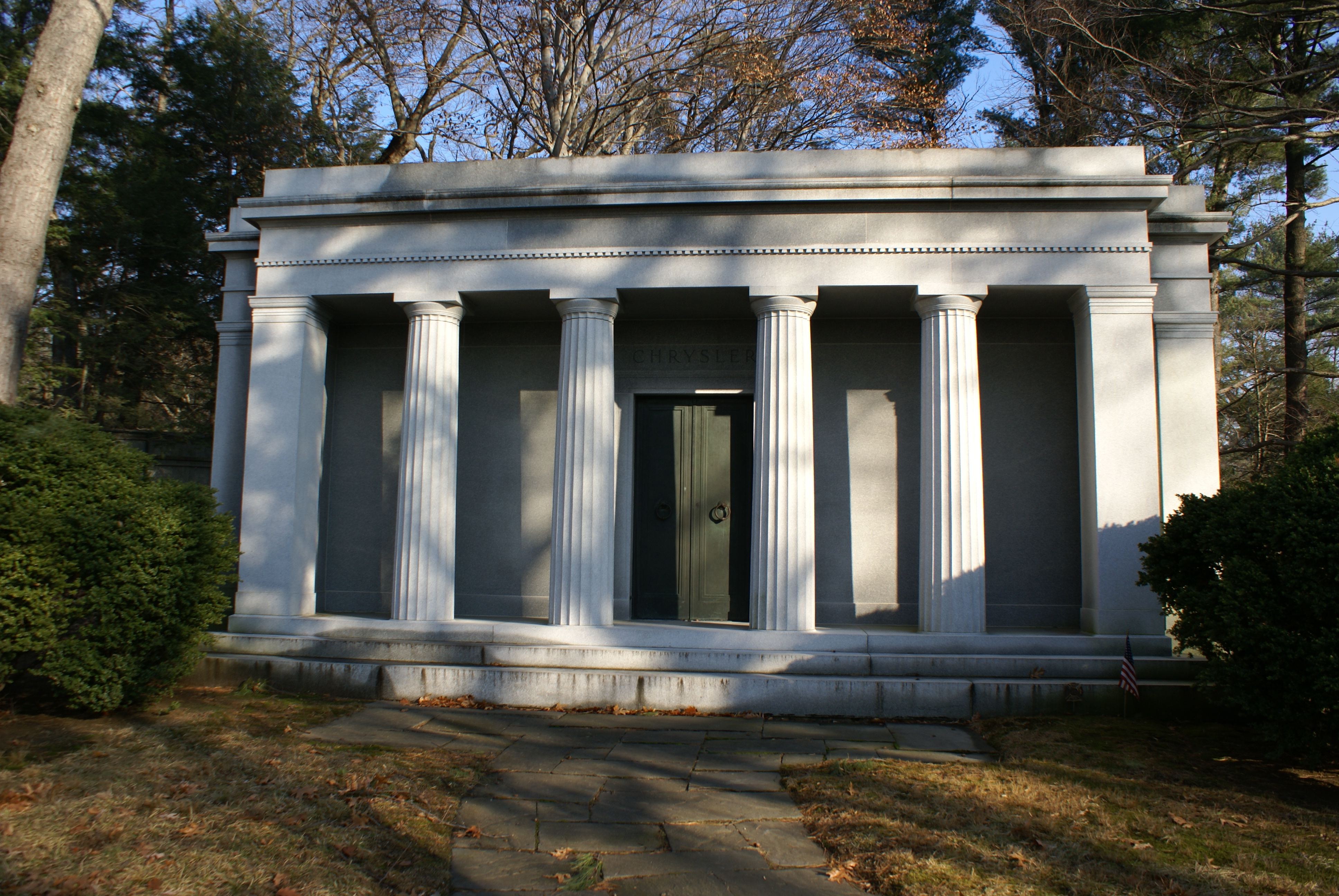
El mausoleo de Walter Chrysler.

Chrysler construyó una finca en Warrenton, Virginia, en lo que se conoce como el caballo de Virginia, lugar de origen a la Warrenton Hunt. En 1934, adquirió, y llevó a cabo una importante restauración, el famoso resort y spa Fauquier White Sulphur Springs Company resort y spa en Warrenton. Vendido en 1953, la propiedad ha sido desarrollada como un country club, que continúa actualmente.
Chrysler está enterrado en el cementerio de Sleepy Hollow en Sleepy Hollow, Nueva York.